# 영주 원리 도율종중 고택
영주 원리 도율종중 고택(榮州 院里 道栗宗中 古宅)은 대한민국 경상북도 영주시 이산면에 있는 조선시대의 건축물이다. 2015년 7월 13일 경상북도의 문화재자료 제632호로 지정되었다.

## 개요
이 고택은 영주에 약 500여년간 세거해 온 안동권씨 사용공파의 대표적인 건물이다. 경북 북부지역의 뜰집이 튼 ‘ㅁ’ 자형에서 ‘ㅁ’ 자형으로 발전하는 과정의 배치형태, 중부형 살림채의 평면구성, 살림채에 정자까지 갖춘 상류주택이다. 일부 수리가 있긴 했으나 건립시의 입체적인 벽면 구성과 구조·형태는 잘 간직하고 있어 당시의 가옥구조 및 주생활 연구에 좋은 자료가 된다.

## 참고 자료
- 영주 원리 도율종중 고택 - 국가유산청 국가유산포털